# Surprise (Arizona)
 For alternative betydninger, se Surprise. (Se også artikler, som begynder med Surprise)
Surprise er en by i den centrale del af delstaten Arizona i USA. Den ligger i Maricopa County og er en forstad til Arizonas største by Phoenix. Byen har 143.148(2020) indbyggere.